# Freie-Partie-Europameisterschaft 1955

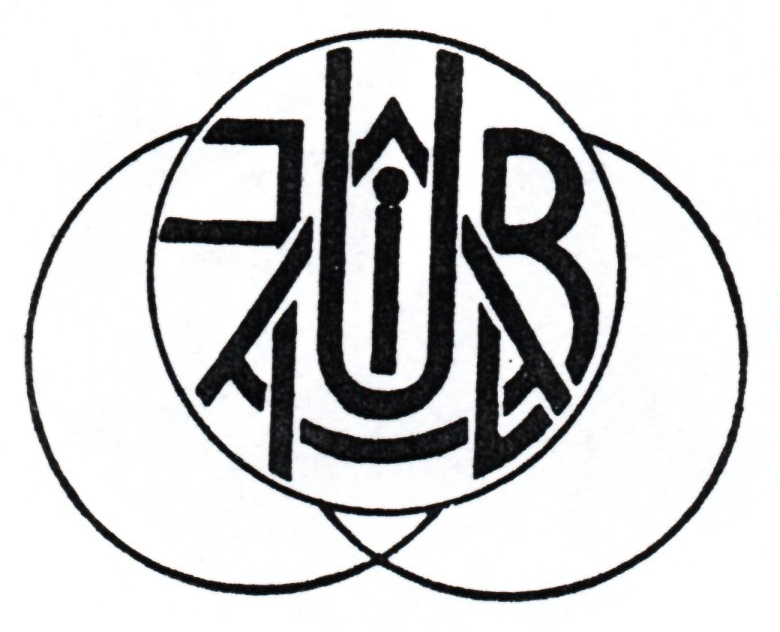
Logo UIFAB (ausrichtender Verband)

Veranstaltungsort: Saarbrücken

Die Freie-Partie-Europameisterschaft 1955 war das 6. Turnier in dieser Disziplin des Karambolagebillards und fand vom 19. bis zum 22. Mai 1955 in Saarbrücken, im autonomen Saarland, statt. Es war die erste Freie-Partie-Europameisterschaft im Saarland.

## Geschichte
Im Saarland fand eine Europameisterschaft der Rekorde statt. Allen voran der Düsseldorfer Siegfried Spielmann. Er stellte einen neuen mit 102,42 einen neuen Rekord im GD auf, der noch besser gewesen wär wenn nicht eine Partie aus der Vorrunde gestrichen worden wäre. Dann wären es sogar 105,25. Den neuen prolongierte Rekord in der Höchstserie verbesserte er auf 1500. Zum Sieg reichte es aber dennoch nicht, da er Partien gegen Scholte und Vervest verlor und gegen Pinto Unentschieden gespielt hatte. Besser machte es der Titelverteidiger Joseph Vervest. Er verlor nur gegen seinen Landsmann  Clement van Hassel. Einen ganz starken Eindruck hinterließ der erst 22-jährige Niederländische Meister Henk Scholte. Er verlor in der Endrunde nur gegen den Titelverteidiger und gegen Jacques Grivaud in einer Aufnahme und verlor in der Vorrunde überraschend gegen den Ägypter Mustafa Diab. Ex-Weltmeister August Tiedtke, der für das Saarland startete, wurde Siebter.

## Modus
Gespielt wurde in zwei Vorrundengruppen mit fünf Akteuren „Jeder gegen Jeden“ bis 500 Punkte. Die besten Vier jeder Gruppe erreichten die Endrunde. Ergebnisse der ausgeschiedenen Spieler wurden nicht in die Endrunde übernommen und zählten nicht zum Endklassement. Es wurden prolongierte Serien gewertet.
1. MP = Matchpunkte
2. GD = Generaldurchschnitt
3. HS = Höchstserie

## Vorrunde
| MP    | Match Points (Sieger = 2; Unentschieden = 1; Verlierer = 0) |
| Pkte. | Erzielte Karambolagen                                       |
| Aufn. | Benötigte Versuche                                          |
| GD    | Generaldurchschnitt                                         |
| BED   | Bester Einzeldurchschnitt eines Spielers                    |
| HS    | Höchstserie                                                 |
|       | Bester GD des Turniers                                      |
|       | Bester ED des Turniers                                      |
|       | Beste HS des Turniers                                       |
|       | 1. Platz (Gold)                                             |
|       | 2. Platz (Silber)                                           |
|       | 3. Platz (Bronze)                                           |

| Platz | Name                  | MP  | Pkte | Aufn. | GD     | BED    | HS  |
| ----- | --------------------- | --- | ---- | ----- | ------ | ------ | --- |
| 1     | Joseph Vervest        | 8:0 | 2000 | 14    | 142,85 | 500,00 | 967 |
| 2     | August Tiedtke (Saar) | 6:2 | 1546 | 42    | 36,80  | 71,42  | 229 |
| 3     | Klaus Nussberger      | 4:4 | 1006 | 36    | 27,94  | 62,50  | 223 |
| 4     | Jacques Grivaud       | 2:6 | 1379 | 37    | 37,27  | 166,66 | 339 |
| 5     | Juan Butrón           | 0:8 | 825  | 37    | 22,29  | –      | 325 |

| Platz | Name                | MP  | Pkte | Aufn. | GD    | BED    | HS  |
| ----- | ------------------- | --- | ---- | ----- | ----- | ------ | --- |
| 1     | Siegfried Spielmann | 5:3 | 1772 | 21    | 84,38 | 250,00 | 484 |
| 2     | Clement van Hassel  | 5:3 | 1516 | 35    | 43,31 | 125,00 | 288 |
| 3     | Henk Scholte        | 5:3 | 1900 | 45    | 42,22 | 125,00 | 467 |
| 4     | Jorge Pinto         | 3:5 | 1544 | 32    | 48,25 | 100,00 | 380 |
| 5     | Mustafa Diab        | 2:6 | 850  | 53    | 16,03 | 31,25  | 245 |

## Endrunde
| Platz                                              | Name                  | MP   | Pkte | Aufn. | GD     | BED    | HS   |
| -------------------------------------------------- | --------------------- | ---- | ---- | ----- | ------ | ------ | ---- |
| 1                                                  | Joseph Vervest        | 12:2 | 3060 | 35    | 87,42  | 500,00 | 994  |
| 2                                                  | Siegfried Spielmann   | 9:5  | 2868 | 28    | 102,25 | 500,00 | 1500 |
| 3                                                  | Clement van Hassel    | 9:5  | 2972 | 46    | 64,60  | 166,66 | 498  |
| 4                                                  | Henk Scholte          | 9:5  | 2566 | 49    | 52,36  | 125,00 | 467  |
| 5                                                  | Jorge Pinto           | 5:9  | 2360 | 35    | 67,42  | 100,00 | 412  |
| 6                                                  | Jacques Grivaud       | 4:10 | 2169 | 44    | 49,29  | 500,00 | 932  |
| 7                                                  | August Tiedtke (Saar) | 4:10 | 1445 | 44    | 32,84  | 71,42  | 229  |
| 8                                                  | Klaus Nussberger      | 4:10 | 1370 | 47    | 29,14  | 166,66 | 470  |
| 9                                                  | Mustafa Diab          | 2:6  | 850  | 53    | 16,03  | 31,25  | 245  |
| 10                                                 | Juan Butrón           | 0:8  | 825  | 37    | 22,29  | –      | 325  |
| Turnierdurchschnitt: Gesamt: 48,00 Endrunde: 57,34 |                       |      |      |       |        |        |      |